# Vernal (Utah)
Vernal je správní město okresu Uintah County ve státě Utah. K roku 2000 zde žilo 9 089 obyvatel. S celkovou rozlohou 11,9 km² byla hustota zalidnění 763,8 obyvatel na km².